# Liste der Monuments historiques in Indevillers
Die Liste der Monuments historiques in Indevillers führt die Monuments historiques in der französischen Gemeinde Indevillers auf.

## Liste der Objekte
| Bezeichnung                | Beschreibung                          | Standort                         | Kennzeichnung | Schutzstatus | Datum | Bild |
| -------------------------- | ------------------------------------- | -------------------------------- | ------------- | ------------ | ----- | ---- |
| Gemälde Rosenkranz-Madonna | Ölfarbe auf Leinwand, bezeichnet 1660 | in der Kirche Ste-Ursanne (Lage) | PM25002162    | Inscrit      | 2003  |      |